# Фторид цинка-калия
Фтори́д ци́нка-ка́лия — неорганическое соединение,
двойной фторид калия и цинка с формулой KZnF3,
прозрачные (белые) кристаллы.

## Физические свойства
Фторид цинка-калия образует прозрачные (белые) кристаллы кубической сингонии, пространственная группа P m3m, параметры ячейки a = 0,4055 нм, Z = 1.